# Coscinia nigra
Coscinia nigra là một loài bướm đêm thuộc phân họ Arctiinae, họ Erebidae.